# Осипов, Максим Александрович
Максим Александрович О́сипов (род. 4 октября 1963, Москва) — врач и писатель.

## Образование и врачебная деятельность
Окончил 2‑ю физико-математическую школу, 2‑й Московский медицинский институт, ординатуру, аспирантуру, в 1991 году защитил кандидатскую диссертацию. Работал в Калифорнийском университете в Сан-Франциско (UCSF), в московских клиниках. В 1993 и 2005 годах выпустил в свет два издания книги «Клиническая эхокардиография» (в соавторстве с Нельсоном Шиллером) — самое известное руководство по этой специальности на русском языке. В 1994 году основал медицинское издательство «Практика», известное своими переводными медицинскими руководствами, а также книгами по музыковедению и богословию, и руководил им до 2010 г. В 2005 году вернулся к работе врачом, тогда же создал благотворительное  «Общество помощи Тарусской больнице» Архивная копия от 15 марта 2022 на Wayback Machine, деятельность которого получила широкую известность в 2008 году после успешного противостояния врачей произволу местной власти. Благодаря усилиям «Общества помощи» Тарусская больница получила нескольких квалифицированных врачей и современное оборудование.

## Повести и рассказы
С 2007 года Осипов печатает свои очерки, рассказы и повести, в основном — в журнале «Знамя», который присудил ему свои премии за 2007 и 2015 гг.. Опубликовал шесть сборников — «Грех жаловаться» (2009), «Крик домашней птицы» (2011), «Человек эпохи Возрождения» (2012), «Волною морскою» (2014) и «пгт Вечность» (2017) — все в издательстве АСТ-Corpus (Москва), а также сборник очерков из провинциальной жизни «101-й километр» (2019) в Издательском доме Ивана Лимбаха (Санкт-Петербург). В 2020 г. издательство АСТ-Corpus выпустило наиболее полное собрание произведений Осипова «Люксембург и другие русские истории» — в электронном виде и как аудиокнигу (в исполнении автора).

## Театр
Пьеса «Русский и литература» поставлена в Омском театре драмы (премьера состоялась 13 мая 2012 года, режиссёр Елена Невежина, художник Игорь Попов) и в Малом драматическом театре в Санкт-Петербурге (режиссёр Сергей Щипицин, премьера состоялась 10 ноября 2013 года). Радиопостановка пьесы «Козлы отпущения» (режиссёр Максим Викторович Осипов) вышла в октябре 2013 года. 

## Переводы на иностранные языки
Сочинения Осипова изданы тремя сборниками на французском (издательство Verdier, 2011, 2014 и 2018), двумя — на немецком (Hollitzer, Вена, 2018 и 2021), албанском (Fenix, Тирана, 2018 и 2019), голландском (Van Oorschot, 2021 и 2022), каталанском и испанском (Club Editor, Барселона, 2016 и 2021, Libros Del Asteroide, 2021) языках, а также на итальянском (Gattomerlino, Рим), литовском (Zarzece, Вильнюс, 2017), хорватском (Hrvatsko filološko društvo, Загреб, 2018), иврите (Ктав, Тель-Авив, 2018), хинди (Suvidha Prakashan, Дели, 2019) и армянском (Айастан, 2020). Отдельные рассказы, повести и пьесы переведены на польский, финский, чешский, грузинский, китайский, японский, греческий. Наиболее полное собрание повестей и рассказов Осипова по-английски вышло в свет в издательстве The New York Review of Books (серия NYRB Classics) двумя сборниками — в 2019 и 2022 годах.

## Литературные премии
Лауреат премии имени Юрия Казакова за лучший рассказ 2010 года, Бунинской премии за 2013 г., премии журнала «Иностранная литература» (2017), финалист премий «Ясная поляна» и НОС за 2010 г., премии Белкина в 2012 и 2014 гг., немецкой Internationaler Literaturpreis (Берлин, 2018), премии Read Russia (Москва—Нью-Йорк, 2020), нидерландской Europese Literatuurprijs (Гаага, 2022).

## Гражданская позиция
Состоит в писательской правозащитной организации ПЭН-Москва.
После начала войны с Украиной подписал открытое письмо, осуждающее российское вторжение, эмигрировал в Армению, затем в Германию, а оттуда — в Нидерланды. С начала 2023 года издает ежеквартальный журнал «Пятая волна» (www.5wave-ru.com).

## Книги и публикации
1. Н. Шиллер, М. А. Осипов, «Клиническая эхокардиография», М., Мир, 1993, 347 с.
2. Н. Шиллер, М. А. Осипов, «Клиническая эхокардиография», 2-е изд., М., Практика, 2005, 241 с. Архивная копия от 5 ноября 2018 на Wayback Machine
3. Максим Осипов. Грех жаловаться. М., Corpus, 2009. 256 с. ISBN 978-5-17-060956-7.
4. Максим Осипов. Крик домашней птицы. М., Corpus, 2011. 256 с. ISBN 978-5-271-32288-4.
5. Максим Осипов. Человек эпохи Возрождения. М., Corpus, 2012. 416 с. ISBN 978-5-271-43390-0.
6. Максим Осипов. Волною морскою. М., Corpus, 2014. 288 с. ISBN 978-5-17-083648-2.
7. Максим Осипов. пгт Вечность. М., Corpus, 2017. 256 с. ISBN 978-5-17-982688-0.
8. Максим Осипов. 101-й километр: очерки из провинциальной жизни. ИД Ивана Лимбаха. СПб, 2019. 168 с. ISBN 978-5-89059-348-1.
9. Максим Осипов. Люксембург и другие русские истории. М., 2020. 698 c. Электронная книга и аудиокнига (читает автор).
10. Maxime Ossipov. Ma province. Deux récits traduits du russe par Anne-Marie Tatsis-Botton. Editions Verdier, 128 p. ISBN 978-2-86432-646-5.
11. Maxime Ossipov. Histoires d'un médecin russe. Récits traduits du russe par Éléna Rolland. Editions Verdier, 260 p. ISBN 978-2-86432-767-7.
12. Maxime Ossipov. Après l’Éternité. Récits. Traduits du russe par Anne-Marie Tatsis-Botton et Éléna Rolland. Editions Verdier, 256 p. ISBN 978-2-86432-996-1.
13. Maksim Óssipov. El crit de l'ocell domèstic. Traduït per: Arnau Barios. Club Editor, 2016. 224 p. ISBN 978-84-7329-196-5.
14. Maksim Ósipov. El grito del ave doméstica. Traducido por Esther Arias. Club Editor, 2016. 220 p. ISBN 978-84-7329-197-2.
15. Maxim Osipov. Precipitò nel mare cavallo e cavaliere. Trad. di Irina Dvizova e Piera Mattei. Gattomerlino, 2016. 162 p. ISBN 978-8-86683-057-3.
16. Maksimas Osipovas. Naminių paukščių klegesys (Apysakos ir apsakymai). Zarzecze, 2017. 261 p. ISBN 978-6-09956-215-5.
17. Maxim Ossipow. Nach der Ewigkeit. Aus dem Russischen von Birgit Veit. Hollitzer Verlag. Wien, 2018. 333 p. ISBN 978-3-99012-454-3.
18. מקסים אוסיפוב. אבן נייר ומספרים. Ktav, 2018. 282 p. ISBN 978-9-65750-653-0.
19. Maksim Osipov. Kamen, škare, papir. Hrvatsko filološko društvo, 2018. 143 p. ISBN 978-953-296-148-5.
20. Maksim Osipov. Klithma e zogut të shtëpisë. Fenix, 2018. 218 p. ISBN 978-9928-4462-1-3.
21. Maksim Osipov. Kilometri 101. Fenix, 2019. 352 p. ISBN 978-9928-297-27-3.
22. Օսիպով Մաքսիմ, «Ընտանի թռչնի ճիչ» / Մ. Օսիպով.- Եր։ «Գրական հայրենիք» ՓԲԸ (Հայաստան հրատ.), 2020. 288 էջ։ ISBN 978-5-540-02501-0.
23. Maxim Osipov. Paltu Parinde Ki Cheekh. Translated into Hindi by Dr. Yogesh Bhatnagar. PRAKASHAN SANSTHAN, 2019, 238 p.
24. Maxim Osipov. Rock, Paper, Scissors and other stories. 312 p. New York Review of Books (series: NYRB Classics), 2019. ISBN 978-1-68137-332-4.
25. Maxim Osipov. De wereld is niet stuk te krijgen. Yolanda Bloemen (Vertaler), Seijo Epema (Vertaler). Uitgeverij G.A. Van Oorschot. Amsterdam, 2021, 380 p. ISBN 978-9028223097.
26. Maxim Ossipow. Kilometer 101, Skizzen und Geschichten. Aus dem Russischen von Birgit Veit.  Hollitzer Verlag. Wien, 2021. 336 S. ISBN 978-3-99012-887-9.
27. Maxim Ósipov. Piedra, papel, tijera. Traducido por Ricardo San Vicente. Barcelona: Libros del Asteroide, 2022, 328 p.  ISBN 978-84-17977-95-5.
28. Maksim Óssipov. Pedra, paper, estisores. Traduït per Arnau Barios. Barcelona: Club Editor, 2022, 288 p. ISBN 978-84-7329-326-6.
29. Maxim Osipov. Kilometer 101. Yolanda Bloemen (Vertaler), Seijo Epema (Vertaler). Uitgeverij G.A. Van Oorschot. Amsterdam, 2021, 363 p. ISBN 978-9-02822-208-3.
30. Maxim Osipov. Kilometer 101. 270 p. New York Review of Books (series: NYRB Classics), 2019. ISBN 978-1-68137-686-8.

## Отзывы о творчестве
1. Rock, Paper, Scissors and Other Stories. The Stinging Fly. 4 September 2019, by Philip Ó Ceallaigh. Архивная копия от 30 декабря 2019 на Wayback Machine
2. ‘Rock, Paper, Scissors’ Review: Wishing and Waiting. The Wall Street Journal. 12 July 2019, by Laura Kolbe. Архивная копия от 30 декабря 2019 на Wayback Machine
3. Rock, Paper, Scissors and Other Stories by Maxim Osipov review – bleakly comic Russian tales. The Guardian. 15 June 2019, by Phoebe Taplin. Архивная копия от 29 февраля 2020 на Wayback Machine
4. Delicate Mundanity: On Maxim Osipov’s “Rock, Paper, Scissors: And Other Stories.” Los Angeles Review of Books. 21 October 2019, by Helen Stuhr-Rommereim. Архивная копия от 5 ноября 2019 на Wayback Machine
5. Maxim Osipov: New Face of Russian Literature The Millbrook Independent. Sep 26, 2019, by Kevin T. McEneaney. Архивная копия от 19 декабря 2019 на Wayback Machine
6. Voices of the Post-Soviet Intellectual: Maxim Osipov’s “Rock, Paper, Scissors,” translated from Russian by Boris Dralyuk, Alex Fleming, and Anne Marie Jackson. Reading in Translation. December 16, 2019, by Jonathan Stone Архивная копия от 19 декабря 2019 на Wayback Machine
7. Maxim Osipov’s Rock, Paper, Scissors and Other Stories. Music and Literature. 4 June 2019, by Hilah Kohen Архивная копия от 14 июня 2019 на Wayback Machine
8. "On Rock, Paper, Scissors and Other Stories by Maxim Osipov, translated from the Russian by Boris Dralyuk, Alex Fleming and Anne Marie Jackson" On the Seawall. 4 June 2019, by Robert Chandler Архивная копия от 17 июня 2019 на Wayback Machine
9. Care in a Land of Closing Hospitals. The New Republic, May 20, 2019. By Jennifer Wilson. Архивная копия от 21 мая 2019 на Wayback Machine
10. A Village Doctor’s Literary Calling. The New Yorker, May 6, 2019. By Joshua Yaffa. Архивная копия от 13 мая 2019 на Wayback Machine
11. on Rock, Paper, Scissors and Other Stories by Maxim Osipov. Chicago Review of Books, May 8, 2019. By Bradley Babendir. Архивная копия от 9 мая 2019 на Wayback Machine
12. The Good Doctor: On Maxim Osipov’s “Rock, Paper, Scissors”. Los Angeles Review of Books, April 9, 2019. By Bob Blaisdell. Архивная копия от 11 апреля 2019 на Wayback Machine
13. Rock, Paper, Scissors and Other Stories by Maxim Osipov. World Literature Today, Spring 2019. By Robert Allen Papinchak. Архивная копия от 17 июня 2020 на Wayback Machine
14. Rock, Paper, Scissors and Other Stories by Maxim Osipov — a surgeon’s precision. Financial Times, April 26, 2019. By Jana Bakunina. Архивная копия от 29 сентября 2019 на Wayback Machine
15. 101 kilometres from Moscow, a writer-doctor lays bare the contradictions and intrigue of Russian life. The Calvert Journal, April 25, 2019. By Howard Amos.
16. Станислав Секретов. Остаться в вечности. Homo Legens, 2018, № 1 Архивная копия от 31 января 2020 на Wayback Machine
17. Kerstin Holm. Nach Rückschlägen passt man besser in die Landschaft. Provinz als Therapie. Frankfurter Allgemeine Zeitung, 31. Januar 2018. Архивная копия от 1 ноября 2018 на Wayback Machine
18. Александр Ливергант. Случай Максима Осипова. Новый мир, 2017, № 12. Архивная копия от 5 ноября 2018 на Wayback Machine
19. Александр Котюсов. Видеть светлое… Новый мир, 2014, № 9. Архивная копия от 31 октября 2018 на Wayback Machine
20. Александра Лаврова. Три сна о Родине. Петербургский театральный журнал, № 1 (71), 2013. Архивная копия от 5 ноября 2018 на Wayback Machine
21. Василий Костырко. Поэзия и правда. Русский журнал, 28 августа 2012 г. Архивная копия от 5 ноября 2018 на Wayback Machine
22. Майя Кучерская. Премию имени Казакова получил кардиолог Максим Осипов. Ведомости, 29 января 2011 г. Архивная копия от 5 ноября 2018 на Wayback Machine
23. Анна Наринская. Медицинская честность. Коммерсантъ-Weekend, 25 сентября 2009 г. Архивная копия от 5 ноября 2018 на Wayback Machine